# إريون نايتون
إريون نايتون (مواليد 29 يناير 2004) هو عداء أمريكي متخصص في سباقات 100 متر و200 متر، حصل على الميدالية البرونزية في سباق 200 متر في بطولة العالم لألعاب القوى 2022.